# القصور (تونس)
القصور إحدى مدن الجمهورية التونسية، تقع في ولاية الكاف.
lلقصور مدينة عريقة جذورها ضاربة في التاريخ تأسست في العهد الروماني حيث كانت تحمل اسم «ألتيسيرا» والآثار الموجودة الآن بربوعها تدل على ذلك مثل منطقة «هلة»
و عرفت المدينة بخصبة أراضيها ووفرة مياهها العذبة المتدفقة من «عين ميزاب»
وهوائها العليل خاصة في فصل الصيف حيث تكون قبلة للزوار.
وعرفت المدينة بسوقها الأسبوعية التي تميزت بتواتر انتصابها منذ أواخر القرن 19 إلى الآن والتي أصبحت مقصدا للتجار والفلاحين من كل أنحاء الوطن.
كما اشتهرت المدينة بوليها الصالح سيدي منصور القصوري الشريف الحسني وجامعه المشهور وقد دفن بها منذ 5 قرون أي سنة 855 هجري وهو من ذرية الأدارسة الأشراف بالمغرب الأقصى
تعرف المنطقة بطبيعتها لاخلابة حيث غالبا ما تتساقط الثلوج بكثافة خلال الشتاء كما تتزين المدينة خلال الربيع بمناظر طبيعية خلابة

## رياضة
في سنة 1973 تأسس نادي صافية الرياضية بالقصور وهو نادي كرة قدم يحتوي على جميع الفئات السنية من صنف المدارس إلى الأكابر وألوان الفريق حمراء وبيضاء، ويستقبل منافسيه في ملعب المرحوم محمد الجدي بالقصور

## صناعة
تحتوي مدينة القصور على مصنعين للمياه المعدنية من العلامة المسجلة «صافية», الأول من منبع عين ميزاب في القصور والثاني من منبع عين قصيبة في عمادة صراورتان

## عمادات
تحتوي نعتمدية القصور على عدة عمادات أهمها:
- عمادة القصور
- عمادة اللواتة
- عمادة الزيتونة
- عمادة صراورتان
- عمادة الزهيلة
- عمادة أولاد غانة

## أعلام
- محمد الجدي: سياسي
- غسان بن جدو: إعلامي
- خميس الخياطي: ناقد سينمائي
- عبد اللطيف المكي: سياسي

### مواضيع ذات علاقة
- ولاية الكاف.
- منجم سراورتان.